# Hylomyscus pamfi
Hylomyscus pamfi (Nicolas, Olayemi, Wendelen, & Colyn, 2010) è un roditore della famiglia dei Muridi diffuso nell'Africa occidentale.

## Descrizione

### Dimensioni
Roditore di piccole dimensioni, con la lunghezza della testa e del corpo tra 56 e 105 mm, la lunghezza della coda tra 59 e 121 mm, la lunghezza del piede tra 16 e 19 mm e la lunghezza delle orecchie tra 11 e 14 mm.

### Aspetto
La pelliccia è soffice e densa. Le parti dorsali e i fianchi sono bruno-rossastri, mentre le parti ventrali sono bianche-grigiastre. La coda è molto più lunga della testa e del corpo ed è praticamente priva di peli eccetto un ciuffo terminale. Il quinto dito del piede è opponibile e lungo quasi quanto gli altri. Le femmine hanno 4 paia di mammelle.

## Biologia

### Comportamento
È una specie arboricola e notturna.

## Distribuzione e habitat
Questa specie è diffusa nel Togo, Benin e Nigeria occidentale. Probabilmente è presente anche nel Ghana orientale e ad est del Fiume Volta.
Vive nelle dense foreste di pianura

## Conservazione
La IUCN Red List, considerato che questa specie è stata scoperta solo recentemente e sebbene sembra che abbia una vasta diffusione, non ci sono ancora sufficienti informazioni sull'esatto areale, la popolazioni, le eventuali minacce, classifica H.pamfi come specie con dati insufficienti (DD).